# Cookov zovoj
Cookov zovoj (lat. Pterodroma cookii) je morska ptica iz porodice zovoja. Duga je 25-30 cm, a ima raspon krila 65-66 cm. 
Živi u otocima Tihog oceana od Novog Zelanda do Aleutskih otoka. Nekad se viđa na obalama SAD-a. Hrani se ribom i rakovima. Za gniježdenje koristi jazbine.

## Vanjske poveznice
|  | Zajednički poslužitelj ima još gradiva o temi Pterodroma cookii |
|  | Wikivrste imaju podatke o taksonu Pterodroma cookii             |